# Barceo
Barceo è un comune spagnolo di 59 abitanti situato nella comunità autonoma di Castiglia e León.